# Springfield (Kentucky)
Springfield is een plaats (city) in de Amerikaanse staat Kentucky, en valt bestuurlijk gezien onder Washington County.

## Demografie
Bij de volkstelling in 2000 werd het aantal inwoners vastgesteld op 2634.
In 2006 is het aantal inwoners door het United States Census Bureau geschat op 2834, een stijging van 200 (7.6%).

## Geografie
Volgens het United States Census Bureau beslaat de plaats een oppervlakte van
6,6 km², waarvan 6,5 km² land en 0,1 km² water. Springfield ligt op ongeveer 245 m boven zeeniveau.

## Plaatsen in de nabije omgeving
De onderstaande figuur toont nabijgelegen plaatsen in een straal van 24 km rond Springfield.